# Gittruper See
Der Gittruper See ist ein Baggersee in der westfälischen Stadt Münster. Er liegt im äußersten Norden nahe Gelmer und Gittrup unweit der Grenze zur Stadt Greven. Die Wassertiefe des in Privatbesitz des VFG Frühauf Münster befindlichen Sees schwankt zwischen 1,50 m und 11 m. Seine Ausdehnung beträgt etwa 300 m × 225 m.